# 男一番!タメゴロー
『男一番!タメゴロー』（おとこいちばん タメゴロー）は、1970年4月6日から同年9月28日までNET系列局で放送されていたテレビドラマである。東映とNETテレビ（現・テレビ朝日）の共同製作。全26回。放送時間は毎週月曜 21:00 - 21:56 （日本標準時）。

## 概要
ハナ肇演じる主人公・若林為五郎は、エビ問屋の従業員でダンプの運転手。無類の正義漢だが、単細胞でおっちょこちょい。そんな為五郎は、エビ問屋を営む西尾家に帰ってきた出戻り娘の美加に首ったけになる。

## キャスト
- 若林為五郎：ハナ肇
- 美加：八千草薫
- 西尾万太郎：金子信雄 - エビ問屋社長。
- 花子：飯田蝶子 - 為五郎を気に入り、運転手として雇う。
- ロク助：なべおさみ
- 健吉：入川保則 - 美加の夫。
- 田坂都
- 千代子：丹阿弥谷津子

## スタッフ
- 脚本：放送リスト参照。
- 監督：放送リスト参照。
- プロデューサー：佐伯明、阿部征司、高田修作
- 音楽：冨田勲
- 演奏：スクリーン・ミュージック
- 協力：渡辺企画
- 制作：東映、NET

## 放送リスト
| 話数 | 放送日        | サブタイトル                 | 脚本     | 監督       |
| ---- | ------------- | ---------------------------- | -------- | ---------- |
| 1    | 1970年 4月6日 | アッとオドロク…              | 北村篤子 | 小山幹夫   |
| 2    | 4月13日       | 社長になったタメゴロー       | 松田暢子 | 小山幹夫   |
| 3    | 4月20日       | 地震、雷、火事、スパイ       | 向田邦子 | 鍛冶昇     |
| 4    | 4月27日       | 女心はキキカイカイ           |          |            |
| 5    | 5月4日        | アイ・ラブ・エービー         |          |            |
| 6    | 5月11日       | お・お・お・お・お見合い     |          |            |
| 7    | 5月18日       | サヨナラ!美加さん            | 北村篤子 | 小山幹夫   |
| 8    | 5月25日       | ああ女難!                    | 北村篤子 | 鍛冶昇     |
| 9    | 6月1日        | あなたの為ならエンヤコーラー |          |            |
| 10   | 6月8日        | タメちゃんのカロリーブック   | 向田邦子 | 松島稔     |
| 11   | 6月15日       | 離婚バンザーイ!              | 北村篤子 | 小山幹夫   |
| 12   | 6月22日       | 夫婦はどうせ赤の他人?        | 北村篤子 | 松島稔     |
| 13   | 6月29日       | マル秘スナック経営法         |          |            |
| 14   | 7月6日        | 脱ぐぞ、見ておれ             | 向田邦子 | 小山幹夫   |
| 15   | 7月13日       | オギャー・俺にまかせろ!      | 向田邦子 | 松島稔     |
| 16   | 7月20日       | 遠くて近きは男女の仲         | 北村篤子 | 松島稔     |
| 17   | 7月27日       | ああ父性愛!                  | 北村篤子 | 鍛冶昇     |
| 18   | 8月3日        | 海には恋が泳いでる           |          |            |
| 19   | 8月10日       | カナズチ牡丹が笑ってる       | 向田邦子 | 小山幹夫   |
| 20   | 8月17日       | 雲の下タメゴロー一座         | 北村篤子 | 松島稔     |
| 21   | 8月24日       | 義理も人情男の世界           | 恩田誘   | 松島稔     |
| 22   | 8月31日       | メンコで勝負                 | 向田邦子 | 小山幹夫   |
| 23   | 9月7日        | われ鍋にとじ蓋               | 恩田誘   | 伊賀山正光 |
| 24   | 9月14日       | 或日、突然ポックリと         | 向田邦子 | 伊賀山正光 |
| 25   | 9月21日       | 俺のヨメさん                 |          |            |
| 26   | 9月28日       | 男は黙ってナニワ節           | 北村篤子 | 松島稔     |

## ビデオソフト化
- 一般家庭にビデオが普及する前の1981年頃、東映芸能ビデオから第1話を収録したビデオが4万円で発売されていたことがある[1]。
- 1998年に東映ビデオから発売されたレーザーディスク『東映TVドラマ主題歌大全集 現代劇編』第2巻（VHS版では第3巻）には、本作のオープニング映像が収録されている。